# Campitello di Fassa
Campitello di Fassa là một đô thị ở tỉnh Trento ở vùng Trentino-Alto Adige/Südtirol của Ý, tọa lạc cách 70 km về phía đông bắc của Trento. Tại thời điểm ngày 31 tháng 12 năm 2004, đô thị này có dân số 741 người và diện tích là 25,1 km².
Campitello di Fassa giáp các đô thị: Santa Cristina Valgardena, Selva di Val Gardena, Kastelruth, Canazei, Tiers, và Mazzin.